# بالاگوللا
بالاگوللا (به لاتین: Balagolla) یک منطقهٔ مسکونی در سری‌لانکا است که در استان مرکزی (سری‌لانکا) واقع شده‌است.